# Sint-Pauluskathedraal (Dundee)
De Sint-Pauluskathedraal is een kathedraal van de Scottish Episcopal Church, behorend tot de Anglicaanse Gemeenschap, in Dundee, Schotland, en de bisschopszetel van het bisdom Brechin.
Het gebouw werd gebouwd van 1853 tot 1855 en ontworpen door sir George Gilbert Scott. In 1905 kreeg de kerk de kathedrale status.